# ユアン・ウィルソン
ユアン・ウィルソン（Juan Wilson、2001年4月18日 - ）は、ジャパンラグビーリーグワンの埼玉パナソニックワイルドナイツに所属するラグビーユニオン選手。

## 来歴
南アフリカ共和国ケープタウン出身。小学校1年生からラグビーを始める。
南アフリカ共和国のクラブチーム、ウェスタン・プロヴィンスのU18などでプレー。
高校卒業後に来日し、立正大学に入る。
大学4年の2025年1月、埼玉パナソニックワイルドナイツに加入した。同年3月、立正大学卒業。同年5月31日に行われたJAPAN RUGBY LEAGUE ONEプレーオフトーナメント3位決定戦神戸スティーラーズ戦にて途中出場でリーグワン公式戦初出場を果たした。